# Liselotte Grschebina

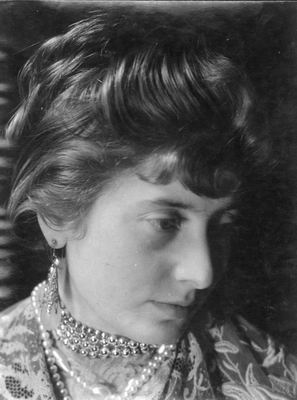
Selbstporträt von Liselotte Grschebina (1933)

Liselotte Grschebina (Grjebina) (* 2. Mai 1908 in Karlsruhe; † 14. Juni 1994 in Petach Tikva, Israel) war eine israelisch-deutsche Fotografin.

## Biographie
Liselotte Grschebina (Grjebina) wurde am 2. Mai 1908 in Karlsruhe, Deutschland geboren. Ihre Eltern, Rosa und Otto Billigheimer, waren beide jüdisch. Otto Billigheimer fiel während des Ersten Weltkriegs im Jahre 1916. Grschebina studierte von 1925 bis 1929 Malerei und Grafikdesign an der Badischen Landeskunstschule (BLK) in Karlsruhe und setzte anschließend ihr Studium in gewerblicher Fotografie an der Akademie der Bildenden Künste Stuttgart fort. Im Jahr 1932 eröffnete sie das Fotostudio „Bilfoto“, mit dem sie sich auf Kinderfotografie spezialisierte und im Zuge dessen auch Ausbildungsbetrieb wurde.
1933, infolge der Machtergreifung der Nationalsozialisten und deren Enteignungspolitik jüdischer Mitbürger, sah Grschebina sich gezwungen, ihr Studio zu schließen. Bevor sie Deutschland verließ, heiratete sie Dr. Jacob (Jasha) Grschebin. Das Paar kam im März 1934 nach Tel Aviv. Noch im selben Jahr eröffnete Grschebina dort das Ishon Studio in der Allenby Straße, zusammen mit ihrer Freundin Ellen Rosenberg (Auerbach), die schon im Berliner Fotostudio mit ihr zusammengearbeitet hatte.
Bereits 1936 wurde das Studio wieder geschlossen, als Rosenberg Israel verließ. Von da an setzte Grebschina ihre Arbeit ohne Studio fort. Von 1934 bis 1947 war sie als offizielle Fotografin der zionistischen Frauenorganisation WIZO tätig. 1939 gründete sie zusammen mit weiteren Fotografen deutscher Herkunft die Palestine Professional Photographers Association (PPPA), die erste selbständige Organisation von Fotografen im Land. Von den 1930ern bis in die 1950er fotografierte Grschebina auch für Palestine Railways, die Milchproduktgesellschaft Tnuva, innerhalb diverser Kibbuze und für einige kleinere gewerbliche Auftraggeber.
Liselotte Grschebina verstarb am 14. Juni 1994 im Alter von 86 Jahren in Petach Tikva. Ihr fotografisches Archiv wurde von ihrem Sohn, Beni Gjebin und dessen Frau Rina dem Israel Museum in Jerusalem vermacht.

## Stil
Die Fotografien von Liselotte Grschebina, die zufällig in einem Küchenschrank in Tel Aviv wiederentdeckt wurden, enthüllen ein fotografisches Talent, das möglicherweise verborgen geblieben wäre. Grschebina emigrierte 1934 von Deutschland nach Palästina als bereits erfahrene Berufsfotografin. Sie war beeinflusst durch die revolutionären Bewegungen in der Weimarer Republik, der Neuen Sachlichkeit in der Malerei und dem Neuen Sehen in der Fotografie sowie einer Anzahl renommierter Professoren, darunter Karl Hubbuch und Wilhelm Schnarrenberger. Im Gegensatz zu anderen ihrer Kollegen, welche ihre Identität in dem kollektiven zionistischen Bestreben zu bestimmen suchten, indem sie diese in ihrem Werk dokumentierten und lobten, nutzte Grschebina die Fotografie nicht dazu, ihre Identität auszubilden. Ihr Stil war vielmehr bereits ausgeprägt und sie hielt an den Idealen und Prinzipien der Weimarer Kunst auch in ihrer neuen Heimat fest, wo sie diesen weiter ausformte. Die Ausstellung im Israel Museum zeigte erstmals einen größeren Ausschnitt von 1.800 Fotografien aus ihrem Nachlass und präsentierte sowohl Grschebinas Leben als auch ihr Werk zum ersten Mal in der Öffentlichkeit. Grschebinas künstlerisches Schaffen ist deutlich im Neuen Sehen verwurzelt, welches die Fotografie als eigenständige künstlerische Tätigkeit definierte und die Fotografen dazu aufrief, ihre Motive auf neue, andere Art und Weise zu porträtieren. Grschebinas Stil charakterisiert dessen Perspektivität, die starken Diagonalen und Reflexionen. Sie spielt darin mit Licht und Schatten, die geometrische Formen erzeugen und ihre Fotografien dadurch in deren Komposition bestimmen.
In Israel arbeitete Grschebina meist außerhalb des Studios, wo sie ihre Umgebung mit einem wachen, unbefangenen Auge wahrnahm. Sie fotografierte beispielsweise Personen, die unbewusst der Kamera, ihrer täglichen Routine nachgingen. Der Betrachter von Grschebinas Fotografien wird somit zum Beobachter, der dennoch einen Einblick erhält und eine neue, objektive Perspektive auf das Motiv der Fotografie entwickeln kann. Diese „objektive“ Abbildung, im Gegensatz zur gestellten, subjektiven Fotografie orientierte sich an dem Fotografen wie László Moholy-Nagy, der als Genius des Neuen Sehens gilt.

Bilder von Liselotte Grschebina
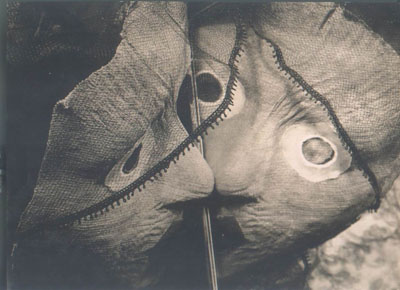
Masken, ca. 1930, Israel Museum Collection, B01.0244(0077)
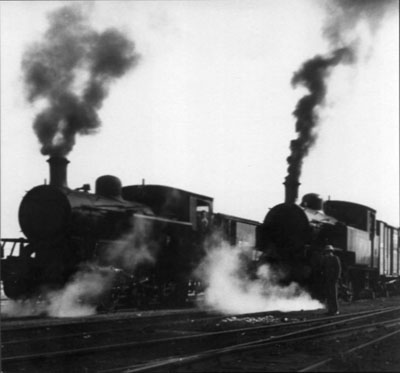
Am Eisenbahnknotenpunkt, Lod, Photo für Palestine Railways, ca. 1940, Israel Museum Collection, B01.0244(0104)
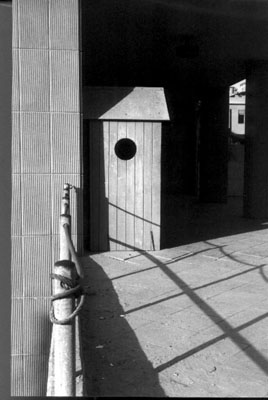
Rosh Hanikra, ca. 1960, Israel Museum Collection, B01.0244(0129)
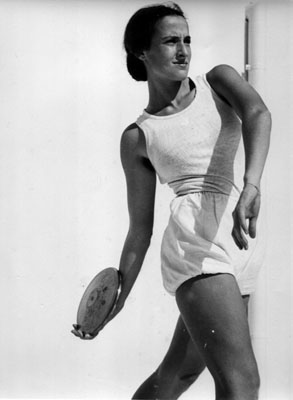
Sport in Israel – Diskuswerferin, 1937, Israel Museum Collection, B01.0244(1823)
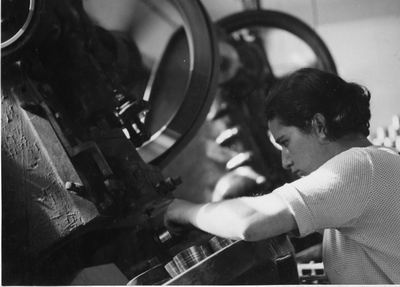
Arbeiterin bei Primazon Ltd., Netanja, ca. 1937, Israel Museum Collection, B01.0244(0534)

## Ausstellungen
- 1937: Teilnahme an einer internationalen Ausstellung in Paris.
- 1938: Teilnahme an der Gruppenausstellung „Old Life – New Life“ der Fotografenvereinigung T’munah, ausgestellt in deren Räumlichkeiten in der Kantstraße Berlin.
- 1941: Teilnahme an der Gruppenausstellung der PPPA. Logos-Buchhandlung, Tel Aviv.
- 2000: Summer – Time Frame: A Century of Photography in the Land of Israel. Israel Museum, Jerusalem.[4]
- 2005: Die neuen Hebräer – 100 Jahre israelischer Kunst. Martin-Gropius-Bau, Berlin.
- Oktober bis Dezember 2008: Eine Frau Mit Kamera: Liselotte Grschebina, Germany 1908 – Israel 1994. Ticho House, Jerusalem.[2]
- 2009: Eine Frau mit Kamera: Liselotte Grschebina, Deutschland 1908 – 1994 Israel. Eine Ausstellung des Israel Museums, Jerusalem. Kurator: Yudit Caplan. Martin-Gropius-Bau, Berlin.